# Рікардія багатороздільна
Рікардія багатороздільна (Riccardia multifida) — вид печіночників родини безжилкових (Aneuraceae).

## Характеристики

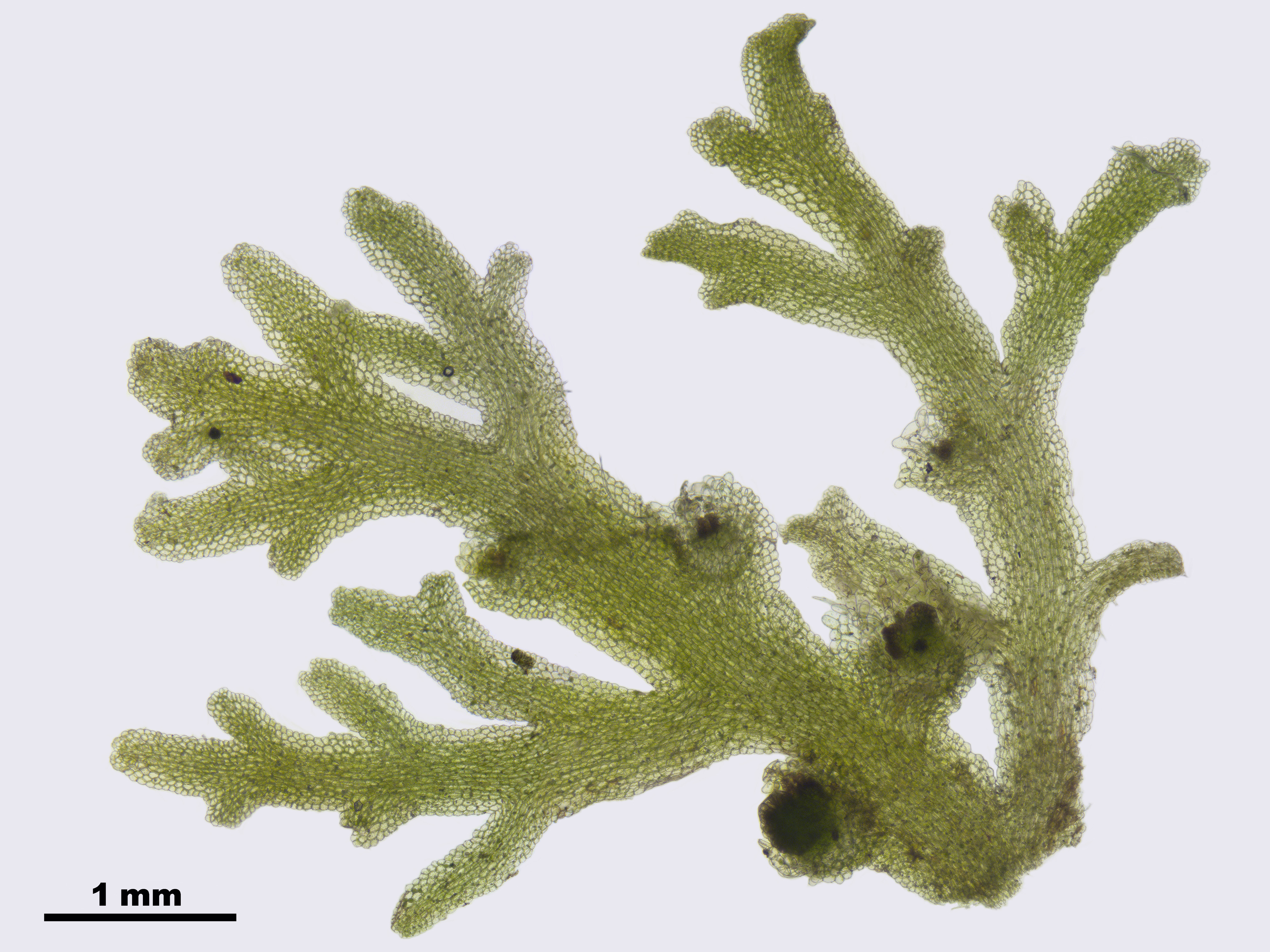

Таломи від блідо-зеленого до темно-зеленого або коричневого (сухими чорні), від повзучих до висхідних, досить правильні та щільно 2–3 перисті та довжиною до 3 сантиметрів. Окремі гілки талому лінійно-стрічкоподібні, шириною від 0,25 до 1 міліметра, двоопуклі в поперечному перерізі, із закругленими або злегка закругленими кінцями. Масляні тільця присутні лише в частині клітин талому, по 1 або 2 на клітину, вони мають яйцеподібну форму і довжину від 15 до 25 мкм. Рослини однодомні. Спори коричневі, гладкі, розміром близько 15 мкм. Рідко на кінцях талома утворюються двоклітинні яйцеподібні виводкові тіла.

## Поширення
Зареєстрований у Європі, Азії, Північної Америки, Південної Америки.
Печіночник з низьким рівнем конкурентоспроможності зустрічається у вологих, з низьким вмістом вапна, від лужних до злегка кислих, тінистих і світлих місцях і мешкає на ґрунті, джерельних і болотистих місцях і вологих або заболочених скелях. Місцями зростання є лісові стежки, насипи, узбіччя доріг, канави, береги водойм, гравійники та глини, болота й болотисті місцевості.